# Albert Brenner
Pour les articles homonymes, voir Brenner.
Albert Brenner (né le 17 février 1926 à Brooklyn et mort le 8 décembre 2022) est un chef décorateur et directeur artistique américain. Il a notamment travaillé sur Bullitt (1968), Monte Walsh (1970), The Goodbye Girl (1977), Coma (1978), The Presidio (1988), Pretty Woman (1990), Backdraft (1991) et Mr. Saturday Night (1992).
Il a été nommé à cinq reprises pour l'Oscar des meilleurs décors. En 2003, il a remporté un Lifetime Achievement Award remis par la Art Directors Guild.

## Biographie
Né à New York, Brenner étudie à la New York School of Industrial Arts.
Après la Seconde Guerre mondiale, il obtient un diplôme de la Yale School of Drama (en). Il enseignera la mise en scène, la création de costumes et autres techniques scéniques à l'université de Kansas City.
Après son retour à New York dans les années 1950, Brenner travaille comme assistant du designer Sam Leve. Il travaille sur des émissions de télévision d'ABC et de CBS, ainsi que sur des publicités télévisuelles et des films industriels (en). Il a ainsi travaillé sur des émissions telles Car 54, Where Are You? (en) (1961) et The Phil Silvers Show (en) (1955). Brenner collabore à maintes reprises avec Herbert Ross, Peter Hyams et Gary Marshall.
Il meurt le 8 décembre 2022 à l'age de 96 ans.

## Décoration
- Commandeur de l'ordre du Mérite artisanal (1956)[6]

## Filmographie sélective
Les cinq œuvres pour lesquelles Brenner a été nommé aux Oscars sont :
- Ennemis comme avant (1975) ;
- Le Tournant de la vie (1977) ;
- California Hôtel (1978) ;
- 2010 : L'Année du premier contact (1984) ;
- Au fil de la vie (1988)[7].